# Max Gottschald
Max Gottschald (* 19. August 1882 in Erfurt; † 18. Februar 1952 in Oberalbertsdorf bei Zwickau) war ein deutscher Philologe und Namenforscher.

## Leben
Max Gottschald wurde am 19. August 1882 als Sohn des Oberinspektors der Thuringia, Hauptmanns der Reserve und ehemaligen Bürgermeisters Franz Heinrich Gottschald (1825–1891) in Erfurt geboren. Seine Mutter Marie geb. Hoellje hatte ihren Gatten kurze Zeit nach dem Tod seiner ersten Frau (Caroline geb. Heinert, 1832–1879) geheiratet und im Jahre 1884 als zweites Kind eine Tochter (Emma Henriette Wilhelmine) zur Welt gebracht.
Vorschule und Sexta absolvierte Gottschald noch in Erfurt, aber da er 1891, im Alter von neun Jahren, bereits beide Eltern verloren hatte, besuchte er, der Obhut seiner fast völlig erblindeten Großmutter anvertraut, von 1892 bis 1896 das Gymnasium in Wesel. Nach dem Ableben der Großmutter wurde ihm ein Vormund bestellt. 1896 war er Schüler der Obertertia in Höxter, wo er 1901 die Reifeprüfung ablegte.
Dort begegnete Max Gottschald seinem Lehrer Erich Volckmar (* 1857 in Ilfeld), der seit 1886 als Lehrer am König-Wilhelm-Gymnasium wirkte und soeben seine noch heute beachtete Arbeit über die Ortsnamen des Kreises Höxter veröffentlicht hatte. Volckmar erkannte das Talent seines Schülers, förderte dessen Interesse für Sprachliches und erweckte in ihm das Bedürfnis, sich hinfort insbesondere den Personennamen zu widmen. Auch Gottschalds Wunsch, in den Schuldienst zu treten, dürfte durch seinen Lehrer maßgeblich mitbestimmt worden sein.
Da sein Vormund fast das gesamte bescheidene finanzielle Erbe veruntreut hatte, war es dem Abiturienten nur unter größten Entbehrungen möglich, eine akademische Ausbildung zu erlangen. Von 1901 bis 1905 studierte Gottschald an der Universität Leipzig Klassische Philologie und Germanistik. Der ausgesprochen fleißige und über sein Fachgebiet hinaus interessierte Student belegte neben seinen Hauptfächern einschließlich Pädagogik, Schulgeschichte und Psychologie auch Vorlesungen und Übungen in Kunstgeschichte, Philosophie, Geographie, Religionswissenschaft und Geschichte Osteuropas und Vorderasiens. Seit dem Studium gehörte Gottschald dem Klassisch-Philologischen Verein Leipzig im Naumburger Kartellverband an.
Nach der Staatsprüfung im Dezember 1905 war Gottschald Probelehrer an den Kgl. Gymnasien zu Bautzen und Zittau. Ostern 1907 kam er als nicht-ständiger Lehrer an das König-Albert-Gymnasium zu Leipzig, wo er am 1. April 1909 zum ständigen wissenschaftlichen Lehrer ernannt und vereidigt wurde. Wenige Tage später, am 15. April 1909, erfolgte auf Grund eines Ministerialbeschlusses vom Februar 1909 seine Berufung an das Kgl. Gymnasium zu Plauen. Nunmehr hatte Gottschald eine Position gefunden, die es ihm erlaubte, berufliche Erfahrungen zu sammeln, eine Familie zu gründen und sich seinen wissenschaftlichen Studien zu widmen.
1912 heiratete Max Gottschald Hedwig Gerth, die Tochter eines Dresdner Gymnasialprofessors. Dem Ehepaar wurden vier Kinder geboren, zwei Söhne (1915, 1918) und zwei Töchter (1920, 1925).
Gottschald unterrichtete Latein, Griechisch und Deutsch, gelegentlich auch Geschichte und Religion. Ab Herbst 1912 bis zu seiner Einberufung verwaltete er die mit wissenschaftlicher Literatur erstaunlich reich ausgestattete Gymnasialbibliothek, deren Schätze er selbst am intensivsten nutzte. 1913 wurde er zum Oberlehrer befördert.
Seine Militärzeit gestaltete sich weniger ruhmreich, da er, obwohl treuer Anhänger des Kaisers, als wissenschaftlich interessierter Mensch keinerlei Drang zum Militärischen verspürte. Somit reduzierte sich seine militärische Laufbahn auf ein Minimum an Diensteinsätzen und wurde überwiegend von Schreiberdiensten und Lazarettaufenthalten und letztendlich einem Untauglichkeitsverfahren geprägt.
Ab Mai 1917 konnte er wieder Unterricht erteilen und nahm 1920 den Posten des Studienrates ein. In den Nachkriegsjahren entwickelte er am Gymnasium und in der Stadt Plauen vielfältige Aktivitäten. Er organisierte Buchausstellungen, hielt Vorträge zu literatur- und kunsthistorischen Themen, nahm Anteil an der Arbeit des Allgemeinen Deutschen Sprachvereins und setzte sich, besonders unter der Regierung Zeigner, als Geschäftsführer der 1922 gegründeten „Vereinigung der Freunde des humanistischen Gymnasiums“ entschieden mit Plänen auseinander, diese Schulform durch radikale Neuerungen in ihrem Wesen zu verändern. Dass der entscheidende Verfechter klassisch gymnasialer Bildung, Max Gottschald, nach der Auflösung der Vereinigung im Jahre 1933 und seit der 1937 erfolgten Umwandlung des humanistischen Gymnasiums in eine Staatliche Oberschule für Jungen (Deutschritterschule) ausgerechnet während seiner Amtsperiode als Konrektor, die ihm, dem dienstältesten Lehrer, 1936–1938 zugefallen war, die offizielle Schulpolitik vertreten musste, brachte ihn in starke seelische Konflikte, so dass er in diesen Jahren mehrfach psychisch erkrankte und beurlaubt werden musste. Zum 1. Mai 1933 war er der NSDAP beigetreten (Mitgliedsnummer 2.437.402).
Sein zweiter Sohn, Burkhard, der Theologie studieren wollte, gehörte zu den ersten Opfern des Zweiten Weltkrieges. Am 21. September 1939 ist er vor Warschau gefallen. Ihm widmete er die 2. Auflage seiner „Deutschen Namenkunde“.
Bei den schweren Bombenangriffen auf Plauen war die Wohnung der Familie so stark beschädigt worden, dass man 1945 beschloss, die Stadt zu verlassen und in einem Notquartier der Inneren Mission im nahe gelegenen Fasendorf Unterschlupf zu finden. Max Gottschald hatte im Alter von 63 Jahren als Parteimitglied ohnehin keine Chance, in den Schuldienst übernommen zu werden.
Als sein ältester Sohn, Gerth, aus dem Kriege zurückgekehrt, die Pfarrei von Oberalbertsdorf nahe Langenbernsdorf angetragen bekam, übersiedelte die Familie in das geräumige Pfarrhaus, wo Gottschald inmitten seiner umfangreichen Bibliothek in aller Muße seinen wissenschaftlichen Studien nachgehen konnte. Hier verstarb der in Fachkreisen hochgeschätzte, aber auch einer zahlreichen Leserschaft bekannte Philologe am 18. Februar 1952.

## Onomastische Arbeit
Bereits in den zwanziger Jahren war Gottschald durch eine Anzahl kommentierender Schulausgaben griechischer und lateinischer Autoren hervorgetreten, ehe er 1932 mit seiner „Deutschen Namenkunde“ nachhaltig auf sich aufmerksam machen konnte. In den dreißiger und vierziger Jahren zählte er zu den führenden Vertretern der Anthroponomastik.
Untrennbar ist Gottschalds Name mit „Trübners Deutschem Wörterbuch“ verbunden, das, von Alfred Götze herausgegeben, seit 1939 erschien. Mit den Artikeln zu rund 850 Stichwörtern ist Gottschald als erfahrener Lexikograph in den Bänden I–III der wichtigste Autor des auf Fasslichkeit und gute Lesbarkeit der Darstellung zielenden Unternehmens.
Max Gottschalds „Deutsche Namenkunde“ hat bis heute ihren Platz in der onomastischen Literatur behaupten können. Dies ist zum einen der theoretischen und praktischen Anforderungen gleicherweise genügenden Konzeption des Autors, zum anderen den infolge der wissenschaftlichen Entwicklung notwendig gewordenen Eingriffen der Bearbeiter Eduard Brodführer und – in Einführung und Anlage völlig neu gestaltet – Rudolf Schützeichel zu danken. Bewährt hat sich insbesondere das Namenbuch, deren lexikalischer Teil, den Brodführer in Vorbereitung der 3. Auflage „mit höchster Pietät, die wir dem verehrten Verfasser schulden“, behandelt. Zur fortwährenden Popularität des Werkes dürften des Weiteren maßgeblich beigetragen haben: 1. Gottschalds souveräne Kenntnis und Auswertung der bis dato erschienenen Fachliteratur, 2. sein vor allem aus Adressbüchern gewonnener Gesamtüberblick über die deutschen Familiennamen, 3. seine durch spätere Studien vertiefte Auffassung von Anteil und Rolle der altdeutschen bzw. germanischen Rufnamen an der Herausbildung der deutschen Familiennamen sowie die übersichtliche Darstellung ihrer Struktur, 4. sein Bestreben, vor allem die jeweils zu verifizierenden Möglichkeiten der Namenerklärung anzubieten (Beachtung so genannter Deutungskreuzungen) und apodiktische Urteile zu vermeiden („So kann der Name, nicht so muss er gedeutet werden“) und letztlich das Bemühen, den vielfältigen Einflüssen fremder Namen auf die deutschen Familiennamen nachzugehen.
Dabei hat Gottschald slawischen Namen den ihnen gebührenden Platz eingeräumt. Des damit verbundenen Risikos war er sich durchaus bewusst: „Was die slawischen Namen betrifft, die ich in größerer Menge aufgenommen habe, so weiß ich, wie bedenklich es auch bei der größten Vorsicht ist, wenn sich ein Nicht-Slawist auf dies Gebiet begibt. Aber mag auch die Möglichkeit irriger Deutungen hier noch größer sein als sonst, so bleibt als Nutzen jedenfalls die Feststellung: Hier handelt es sich um einen ostdeutschen Namen, und ehe man ihn auf einen erst konstruierten altdeutschen Namen zurückführt, was oft genug geschehen ist, muss nachgewiesen werden, dass er auch im Westen bodenständig ist.“
Gottschald stützt sich vor allem auf die bekannten Arbeiten von Franz Miklosich, K.V. Broniš, Gustav Hey, Paul Kühnel, Aleksander Brückner, Arnošt Muka und weiteren, die einen wesentlichen Beitrag zur Entwicklung und Konsolidierung der slawistisch-onomastischen Forschung geleistet hatten.
Freilich können Gottschalds Etymologien insgesamt nicht mehr mit den Ergebnissen slawistisch-onomastischer Forschung mithalten. Hier und da schießt er mit seinen Herleitungen aus dem Slawischen über das Ziel hinaus oder übersieht andere Deutungsmöglichkeiten. Auch bedauert man, dass Gottschald prinzipiell keinerlei Archivstudien betrieben hat, auch nicht zu den deutschen Personennamen des Vogtlandes. Trotzdem aber war er auf Grund solider philologischer Ausbildung, bei der ihm die Verwurzelung der altslawischen Anthroponymie im Indogermanischen nicht entgehen konnte, seines Problembewusstseins und seines Weitblicks in der Lage, mit für seine Zeit beachtlichem Erfolg slawisches Sprachmaterial systematisch einzubeziehen und damit dessen Bedeutung für die Herausbildung der deutschen Familiennamen ins rechte Licht zu rücken.
Nicht zuletzt kamen Max Gottschalds umfangreiches onomastisches Wissen und seine Einsichten in deutsch-slawische bzw. slawisch-deutsche Lehnbeziehungen den Etymologien des Trübnerschen Wörterbuches zugute. Indem er, wo nur angängig, Eigennamen in dessen „Wortgeschichten“ einbezog, realisierte er bereits frühzeitig einen methodischen Grundsatz, der in der Lexikographie weithin noch Desideratum bleibt.

## Schriften
- Deutsche Namenkunde. Unsere Familiennamen nach ihrer Entstehung und Bedeutung. München 1932; 3. Auflage, besorgt von Eduard Brodführer, Berlin 1954; Nachdruck (deklariert als 4. Auflage) ebenda 1971.
- Die deutschen Personennamen. Berlin 1940.
- Deutsches Rechtschreibungswörterbuch. 2., verbesserte Auflage. Berlin, 1953.